# OPR-1000
OPR-1000 je Južnokorejski 1000 MWe tlačnovodni reaktor druge generacije. Zasnovali sta ga KHNP in KEPCO. Sprva je imel oznako KSNP (Korean Standard Nuclear Power Plant), od leta 2005 naprej pa OPR-1000. Na podlagi OPR-1000 so razvili generator tretje+ generacije - Advanced Power Reactor APR-1400 z močjo 1400 MWe.
Reaktor so prvič zagnali leta 1998 v jedrski elektrarni Ulchin. Vsi OPR-1000 reaktorji so zgrajeni v Južni Koreji. V uporabi je 10 reaktorjev. Planirana življenjska doba je 40 let, menjavanja goriva vsakih 12-18 mesecev. Reaktor ima 177 gorivnih elementov.
Južna Koreja je prodala Združenim Arabskim Emiratom štiri reaktorje APR-1400, kar je bil takrat največji reaktorski posel v zgodovini. Zaemkrat je planirano 8 reaktorjev APR-1400.